# Colmano di Dromore
Colmano (... – VI secolo) è stato abate e vescovo di Dromore. Il suo culto come santo è stato confermato da papa Leone XIII nel 1902.

## Biografia
Nacque a Dalriada da una nobile famiglia: la sua educazione fu affidata all'abate di Noendrum e studiò le sacre scritture sotto la direzione di sant'Albeo di Emly. Attorno al 514, su invito di Macanisio, vescovo di Connor, fondò il monastero di Dromore di cui fu abate fino alla morte.

## Il culto
Papa Leone XIII, con decreto del 19 giugno 1902, ne confermò il culto con il titolo di santo.
Il suo elogio si legge nel martirologio romano al 7 giugno.